# 달 착륙선

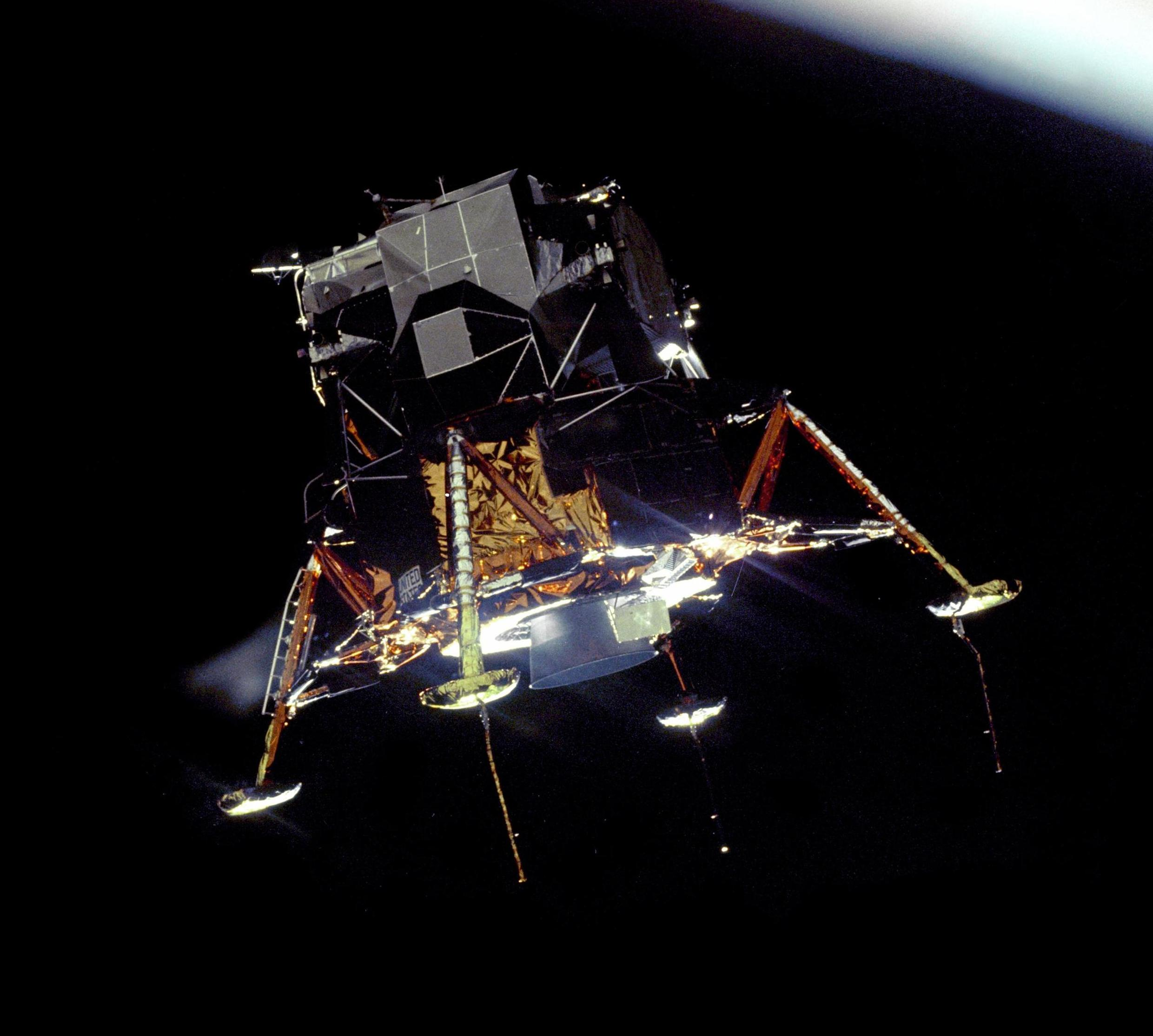
CSM-107 컬럼비아에서 본 아폴로 달 착륙선 모듈-5 이글

달 착륙선 또는 루나 랜더(lunar lander)은 달 표면에 착륙하도록 설계된 우주선이다. 2024년 기준, 아폴로 달 착륙선은 인간 우주 비행에 사용된 유일한 달 착륙선으로, 미국의 아폴로 프로그램 기간 동안 1969년부터 1972년까지 6번의 달 착륙을 완료했다. 여러 로봇 착륙선이 표면에 도달했으며 일부는 샘플을 지구로 돌려보냈다.

## 기능
이러한 착륙선의 설계 요구 사항은 탑재량, 비행 속도, 추진력 요구 사항 및 구성 제약 조건에 따라 달라진다. 다른 중요한 설계 요소로는 전체 에너지 요구 사항, 임무 기간, 달 표면에서의 임무 작업 유형, 승무원이 있는 경우 생명 유지 시스템 등이 있다. 상대적으로 높은 중력(알려진 모든 소행성보다 높지만 모든 태양계 행성보다 낮음)과 달의 대기의 부족으로 인해 에어로브레이킹 사용이 불가능하므로 착륙선은 감속하고 연착륙을 달성하기 위해 추진력을 사용해야 한다.